# Лубкі (Куявсько-Поморське воєводство)
Лубкі (пол. Łubki) — село в Польщі, у гміні Радомін Ґолюбсько-Добжинського повіту Куявсько-Поморського воєводства.
Населення — 128 осіб (2011).
У 1975-1998 роках село належало до Торунського воєводства.

## Демографія
Демографічна структура станом на 31 березня 2011 року:
|          | Загалом | Допрацездатний вік | Працездатний вік | Постпрацездатний вік |
| -------- | ------- | ------------------ | ---------------- | -------------------- |
| Чоловіки | 57      | 14                 | 35               | 8                    |
| Жінки    | 71      | 19                 | 31               | 21                   |
| Разом    | 128     | 33                 | 66               | 29                   |